# رموز البلدان أ
هذه القائمة تضم رموز البلدان، للدول التي تبدأ بالحرف A

## أفغانستان
| أيزو 3166-1 رقمي 004                                         | أيزو 3166-1 حرفي-3 AFG                            | أيزو 3166-1 حرفي-2 AF                              | رمز مطار منظمة الطيران المدني الدولي بادئة(es) OA          |
| قائمة مفاتيح الهاتف لدول العالم +93                          | قائمة رموز بلدان اللجنة الأولمبية الدولية AFG     | النطاق الأعلى في ترميز الدولة .af                  | منظمة الطيران المدني الدولي تسجيل الطائرات. بادئة (es) YA- |
| الهوية الدولية لمشترك الجوال رمز البلد في الهاتف المحمول 412 | قائمة رموز أعضاء حلف الناتو رمز من ثلاثة حروف AFG | قائمة رموز أعضاء حلف الناتو رمز من حرفين (قديم) AF | مكتبة الكونغرس مارك (نظام فهرسة) AF                        |
| أرقام الهوية البحرية 401                                     | قائمة رموز الاتحاد الدولي للاتصالات AFG           | رموز معايير معالجة المعلومات الفيدرالية AF         | رمز تسجيل المركبات الدولي AFG                              |
| GTIN بادئة (es) —                                            | رمز برنامج الأمم المتحدة الإنمائي AFG             | المنظمة العالمية للأرصاد الجوية رمز البلد AH       | بادئة نداء الاتحاد الدولي للاتصالات T6A-T6Z, YAA-YAZ       |

## جزر أولاند
| أيزو 3166-1 رقمي 248                                         | أيزو 3166-1 حرفي-3 ALA                          | أيزو 3166-1 حرفي-2 AX                                 | رمز مطار منظمة الطيران المدني الدولي بادئة(es) —           |
| قائمة مفاتيح الهاتف لدول العالم +358                         | قائمة رموز بلدان اللجنة الأولمبية الدولية —     | النطاق الأعلى في ترميز الدولة .ax                     | منظمة الطيران المدني الدولي تسجيل الطائرات. بادئة (es) OH- |
| الهوية الدولية لمشترك الجوال رمز البلد في الهاتف المحمول 244 | قائمة رموز أعضاء حلف الناتو رمز من ثلاثة حروف — | قائمة رموز أعضاء حلف الناتو رمز من حرفين (قديم) FI-AL | مكتبة الكونغرس مارك (نظام فهرسة) —                         |
| أرقام الهوية البحرية —                                       | قائمة رموز الاتحاد الدولي للاتصالات —           | رموز معايير معالجة المعلومات الفيدرالية —             | رمز تسجيل المركبات الدولي AX (unofficial)                  |
| GTIN بادئة (es) —                                            | رمز برنامج الأمم المتحدة الإنمائي —             | المنظمة العالمية للأرصاد الجوية رمز البلد —           | بادئة نداء الاتحاد الدولي للاتصالات —                      |

## ألبانيا
| أيزو 3166-1 رقمي 008                                         | أيزو 3166-1 حرفي-3 ALB                            | أيزو 3166-1 حرفي-2 AL                              | رمز مطار منظمة الطيران المدني الدولي بادئة(es) LA          |
| قائمة مفاتيح الهاتف لدول العالم +355                         | قائمة رموز بلدان اللجنة الأولمبية الدولية ALB     | النطاق الأعلى في ترميز الدولة .al                  | منظمة الطيران المدني الدولي تسجيل الطائرات. بادئة (es) ZA- |
| الهوية الدولية لمشترك الجوال رمز البلد في الهاتف المحمول 276 | قائمة رموز أعضاء حلف الناتو رمز من ثلاثة حروف ALB | قائمة رموز أعضاء حلف الناتو رمز من حرفين (قديم) AL | مكتبة الكونغرس مارك (نظام فهرسة) AA                        |
| أرقام الهوية البحرية 201                                     | قائمة رموز الاتحاد الدولي للاتصالات ALB           | رموز معايير معالجة المعلومات الفيدرالية AL         | رمز تسجيل المركبات الدولي AL                               |
| GTIN بادئة (es) 530                                          | رمز برنامج الأمم المتحدة الإنمائي ALB             | المنظمة العالمية للأرصاد الجوية رمز البلد AB       | بادئة نداء الاتحاد الدولي للاتصالات ZAA-ZAZ                |

## آلدرني
| أيزو 3166-1 رقمي —                                         | أيزو 3166-1 حرفي-3 —                            | أيزو 3166-1 حرفي-2 —                              | رمز مطار منظمة الطيران المدني الدولي بادئة(es) —         |
| قائمة مفاتيح الهاتف لدول العالم +44                        | قائمة رموز بلدان اللجنة الأولمبية الدولية —     | النطاق الأعلى في ترميز الدولة —                   | منظمة الطيران المدني الدولي تسجيل الطائرات. بادئة (es) — |
| الهوية الدولية لمشترك الجوال رمز البلد في الهاتف المحمول — | قائمة رموز أعضاء حلف الناتو رمز من ثلاثة حروف — | قائمة رموز أعضاء حلف الناتو رمز من حرفين (قديم) — | مكتبة الكونغرس مارك (نظام فهرسة) —                       |
| أرقام الهوية البحرية —                                     | قائمة رموز الاتحاد الدولي للاتصالات —           | رموز معايير معالجة المعلومات الفيدرالية —         | رمز تسجيل المركبات الدولي GBA                            |
| GTIN بادئة (es) —                                          | رمز برنامج الأمم المتحدة الإنمائي —             | المنظمة العالمية للأرصاد الجوية رمز البلد —       | بادئة نداء الاتحاد الدولي للاتصالات —                    |

## الجزائر
| أيزو 3166-1 رقمي 012                                         | أيزو 3166-1 حرفي-3 DZA                            | أيزو 3166-1 حرفي-2 DZ                              | رمز مطار منظمة الطيران المدني الدولي بادئة(es) DA          |
| قائمة مفاتيح الهاتف لدول العالم +213                         | قائمة رموز بلدان اللجنة الأولمبية الدولية ALG     | النطاق الأعلى في ترميز الدولة .dz                  | منظمة الطيران المدني الدولي تسجيل الطائرات. بادئة (es) 7T- |
| الهوية الدولية لمشترك الجوال رمز البلد في الهاتف المحمول 603 | قائمة رموز أعضاء حلف الناتو رمز من ثلاثة حروف DAZ | قائمة رموز أعضاء حلف الناتو رمز من حرفين (قديم) AG | مكتبة الكونغرس مارك (نظام فهرسة) AE                        |
| أرقام الهوية البحرية 605                                     | قائمة رموز الاتحاد الدولي للاتصالات ALG           | رموز معايير معالجة المعلومات الفيدرالية AG         | رمز تسجيل المركبات الدولي DZ                               |
| GTIN بادئة (es) 316                                          | رمز برنامج الأمم المتحدة الإنمائي ALG             | المنظمة العالمية للأرصاد الجوية رمز البلد AL       | بادئة نداء الاتحاد الدولي للاتصالات 7RA-7RZ, 7TA-7YZ       |

## ساموا الأمريكية
| أيزو 3166-1 رقمي 016                                         | أيزو 3166-1 حرفي-3 ASM                            | أيزو 3166-1 حرفي-2 AS                              | رمز مطار منظمة الطيران المدني الدولي بادئة(es) NS         |
| قائمة مفاتيح الهاتف لدول العالم +1684                        | قائمة رموز بلدان اللجنة الأولمبية الدولية ASA     | النطاق الأعلى في ترميز الدولة .as                  | منظمة الطيران المدني الدولي تسجيل الطائرات. بادئة (es) N- |
| الهوية الدولية لمشترك الجوال رمز البلد في الهاتف المحمول 544 | قائمة رموز أعضاء حلف الناتو رمز من ثلاثة حروف ASM | قائمة رموز أعضاء حلف الناتو رمز من حرفين (قديم) SS | مكتبة الكونغرس مارك (نظام فهرسة) AS                       |
| أرقام الهوية البحرية 559                                     | قائمة رموز الاتحاد الدولي للاتصالات SMA           | رموز معايير معالجة المعلومات الفيدرالية AQ         | رمز تسجيل المركبات الدولي —                               |
| GTIN بادئة (es) —                                            | رمز برنامج الأمم المتحدة الإنمائي AMS             | المنظمة العالمية للأرصاد الجوية رمز البلد ZS       | بادئة نداء الاتحاد الدولي للاتصالات —                     |

## أندورا
| أيزو 3166-1 رقمي 020                                         | أيزو 3166-1 حرفي-3 AND                            | أيزو 3166-1 حرفي-2 AD                              | رمز مطار منظمة الطيران المدني الدولي بادئة(es) —           |
| قائمة مفاتيح الهاتف لدول العالم +376                         | قائمة رموز بلدان اللجنة الأولمبية الدولية AND     | النطاق الأعلى في ترميز الدولة .ad                  | منظمة الطيران المدني الدولي تسجيل الطائرات. بادئة (es) C3- |
| الهوية الدولية لمشترك الجوال رمز البلد في الهاتف المحمول 213 | قائمة رموز أعضاء حلف الناتو رمز من ثلاثة حروف AND | قائمة رموز أعضاء حلف الناتو رمز من حرفين (قديم) AN | مكتبة الكونغرس مارك (نظام فهرسة) AN                        |
| أرقام الهوية البحرية 202                                     | قائمة رموز الاتحاد الدولي للاتصالات AND           | رموز معايير معالجة المعلومات الفيدرالية AN         | رمز تسجيل المركبات الدولي AND                              |
| GTIN بادئة (es) —                                            | رمز برنامج الأمم المتحدة الإنمائي AND             | المنظمة العالمية للأرصاد الجوية رمز البلد —        | بادئة نداء الاتحاد الدولي للاتصالات C3A-C3Z                |

## أنغولا
| أيزو 3166-1 رقمي 024                                         | أيزو 3166-1 حرفي-3 AGO                            | أيزو 3166-1 حرفي-2 AO                              | رمز مطار منظمة الطيران المدني الدولي بادئة(es) FN          |
| قائمة مفاتيح الهاتف لدول العالم +244                         | قائمة رموز بلدان اللجنة الأولمبية الدولية ANG     | النطاق الأعلى في ترميز الدولة .ao                  | منظمة الطيران المدني الدولي تسجيل الطائرات. بادئة (es) D2- |
| الهوية الدولية لمشترك الجوال رمز البلد في الهاتف المحمول 631 | قائمة رموز أعضاء حلف الناتو رمز من ثلاثة حروف ANG | قائمة رموز أعضاء حلف الناتو رمز من حرفين (قديم) AO | مكتبة الكونغرس مارك (نظام فهرسة) AO                        |
| أرقام الهوية البحرية 603                                     | قائمة رموز الاتحاد الدولي للاتصالات AGL           | رموز معايير معالجة المعلومات الفيدرالية AO         | رمز تسجيل المركبات الدولي ANG (unofficial)                 |
| GTIN بادئة (es) —                                            | رمز برنامج الأمم المتحدة الإنمائي ANG             | المنظمة العالمية للأرصاد الجوية رمز البلد AN       | بادئة نداء الاتحاد الدولي للاتصالات D2A-D3Z                |

## أنغويلا
| أيزو 3166-1 رقمي 660                                         | أيزو 3166-1 حرفي-3 AIA                            | أيزو 3166-1 حرفي-2 AI                              | رمز مطار منظمة الطيران المدني الدولي بادئة(es) TQ             |
| قائمة مفاتيح الهاتف لدول العالم +1 264                       | قائمة رموز بلدان اللجنة الأولمبية الدولية —       | النطاق الأعلى في ترميز الدولة .ai                  | منظمة الطيران المدني الدولي تسجيل الطائرات. بادئة (es) VP-LA- |
| الهوية الدولية لمشترك الجوال رمز البلد في الهاتف المحمول 365 | قائمة رموز أعضاء حلف الناتو رمز من ثلاثة حروف AIA | قائمة رموز أعضاء حلف الناتو رمز من حرفين (قديم) AV | مكتبة الكونغرس مارك (نظام فهرسة) AM                           |
| أرقام الهوية البحرية 301                                     | قائمة رموز الاتحاد الدولي للاتصالات AIA           | رموز معايير معالجة المعلومات الفيدرالية AV         | رمز تسجيل المركبات الدولي AXA (unofficial)                    |
| GTIN بادئة (es) —                                            | رمز برنامج الأمم المتحدة الإنمائي ANL             | المنظمة العالمية للأرصاد الجوية رمز البلد AI       | بادئة نداء الاتحاد الدولي للاتصالات —                         |

## القارة القطبية الجنوبية
| أيزو 3166-1 رقمي 010                                       | أيزو 3166-1 حرفي-3 ATA                            | أيزو 3166-1 حرفي-2 AQ                              | رمز مطار منظمة الطيران المدني الدولي بادئة(es) NZ, SA, SC |
| قائمة مفاتيح الهاتف لدول العالم 672                        | قائمة رموز بلدان اللجنة الأولمبية الدولية —       | النطاق الأعلى في ترميز الدولة .aq                  | منظمة الطيران المدني الدولي تسجيل الطائرات. بادئة (es) —  |
| الهوية الدولية لمشترك الجوال رمز البلد في الهاتف المحمول — | قائمة رموز أعضاء حلف الناتو رمز من ثلاثة حروف ATA | قائمة رموز أعضاء حلف الناتو رمز من حرفين (قديم) AY | مكتبة الكونغرس مارك (نظام فهرسة) AY                       |
| أرقام الهوية البحرية —                                     | قائمة رموز الاتحاد الدولي للاتصالات ATA           | رموز معايير معالجة المعلومات الفيدرالية AY         | رمز تسجيل المركبات الدولي —                               |
| GTIN بادئة (es) —                                          | رمز برنامج الأمم المتحدة الإنمائي —               | المنظمة العالمية للأرصاد الجوية رمز البلد AA       | بادئة نداء الاتحاد الدولي للاتصالات —                     |

## أنتيغوا وباربودا
| أيزو 3166-1 رقمي 028                                         | أيزو 3166-1 حرفي-3 ATG                            | أيزو 3166-1 حرفي-2 AG                              | رمز مطار منظمة الطيران المدني الدولي بادئة(es) TA          |
| قائمة مفاتيح الهاتف لدول العالم +1 268                       | قائمة رموز بلدان اللجنة الأولمبية الدولية ANT     | النطاق الأعلى في ترميز الدولة .ag                  | منظمة الطيران المدني الدولي تسجيل الطائرات. بادئة (es) V2- |
| الهوية الدولية لمشترك الجوال رمز البلد في الهاتف المحمول 344 | قائمة رموز أعضاء حلف الناتو رمز من ثلاثة حروف ATG | قائمة رموز أعضاء حلف الناتو رمز من حرفين (قديم) AC | مكتبة الكونغرس مارك (نظام فهرسة) AQ                        |
| أرقام الهوية البحرية 304                                     | قائمة رموز الاتحاد الدولي للاتصالات ATG           | رموز معايير معالجة المعلومات الفيدرالية AC         | رمز تسجيل المركبات الدولي AG (unofficial)                  |
| GTIN بادئة (es) —                                            | رمز برنامج الأمم المتحدة الإنمائي ANT             | المنظمة العالمية للأرصاد الجوية رمز البلد AT       | بادئة نداء الاتحاد الدولي للاتصالات V2A-V2Z                |

## الأرجنتين
| أيزو 3166-1 رقمي 032                                         | أيزو 3166-1 حرفي-3 ARG                            | أيزو 3166-1 حرفي-2 AR                              | رمز مطار منظمة الطيران المدني الدولي بادئة(es) SA               |
| قائمة مفاتيح الهاتف لدول العالم +54                          | قائمة رموز بلدان اللجنة الأولمبية الدولية ARG     | النطاق الأعلى في ترميز الدولة .ar                  | منظمة الطيران المدني الدولي تسجيل الطائرات. بادئة (es) LQ-, LV- |
| الهوية الدولية لمشترك الجوال رمز البلد في الهاتف المحمول 722 | قائمة رموز أعضاء حلف الناتو رمز من ثلاثة حروف ARG | قائمة رموز أعضاء حلف الناتو رمز من حرفين (قديم) AR | مكتبة الكونغرس مارك (نظام فهرسة) AG                             |
| أرقام الهوية البحرية 701                                     | قائمة رموز الاتحاد الدولي للاتصالات ARG           | رموز معايير معالجة المعلومات الفيدرالية AR         | رمز تسجيل المركبات الدولي RA                                    |
| GTIN بادئة (es) 778-779                                      | رمز برنامج الأمم المتحدة الإنمائي ARG             | المنظمة العالمية للأرصاد الجوية رمز البلد AG       | بادئة نداء الاتحاد الدولي للاتصالات AYA-AZZ,L2A-L9Z,LOA-LWZ     |

## أرمينيا
| أيزو 3166-1 رقمي 051                                         | أيزو 3166-1 حرفي-3 ARM                            | أيزو 3166-1 حرفي-2 AM                              | رمز مطار منظمة الطيران المدني الدولي بادئة(es) UD          |
| قائمة مفاتيح الهاتف لدول العالم +374                         | قائمة رموز بلدان اللجنة الأولمبية الدولية ARM     | النطاق الأعلى في ترميز الدولة .am                  | منظمة الطيران المدني الدولي تسجيل الطائرات. بادئة (es) EK- |
| الهوية الدولية لمشترك الجوال رمز البلد في الهاتف المحمول 283 | قائمة رموز أعضاء حلف الناتو رمز من ثلاثة حروف ARM | قائمة رموز أعضاء حلف الناتو رمز من حرفين (قديم) AM | مكتبة الكونغرس مارك (نظام فهرسة) AI                        |
| أرقام الهوية البحرية 216                                     | قائمة رموز الاتحاد الدولي للاتصالات ARM           | رموز معايير معالجة المعلومات الفيدرالية AM         | رمز تسجيل المركبات الدولي AM                               |
| GTIN بادئة (es) 485                                          | رمز برنامج الأمم المتحدة الإنمائي ARM             | المنظمة العالمية للأرصاد الجوية رمز البلد AY       | بادئة نداء الاتحاد الدولي للاتصالات EKA-EKZ                |

## أروبا
| أيزو 3166-1 رقمي 533                                         | أيزو 3166-1 حرفي-3 ABW                            | أيزو 3166-1 حرفي-2 AW                              | رمز مطار منظمة الطيران المدني الدولي بادئة(es) TN          |
| قائمة مفاتيح الهاتف لدول العالم +297                         | قائمة رموز بلدان اللجنة الأولمبية الدولية ARU     | النطاق الأعلى في ترميز الدولة .aw                  | منظمة الطيران المدني الدولي تسجيل الطائرات. بادئة (es) P4- |
| الهوية الدولية لمشترك الجوال رمز البلد في الهاتف المحمول 363 | قائمة رموز أعضاء حلف الناتو رمز من ثلاثة حروف ABW | قائمة رموز أعضاء حلف الناتو رمز من حرفين (قديم) AA | مكتبة الكونغرس مارك (نظام فهرسة) AW                        |
| أرقام الهوية البحرية 307                                     | قائمة رموز الاتحاد الدولي للاتصالات ABW           | رموز معايير معالجة المعلومات الفيدرالية AA         | رمز تسجيل المركبات الدولي —                                |
| GTIN بادئة (es) —                                            | رمز برنامج الأمم المتحدة الإنمائي ARU             | المنظمة العالمية للأرصاد الجوية رمز البلد AW       | بادئة نداء الاتحاد الدولي للاتصالات P4A-P4Z                |

## أستراليا
| أيزو 3166-1 رقمي 036                                         | أيزو 3166-1 حرفي-3 AUS                            | أيزو 3166-1 حرفي-2 AU                              | رمز مطار منظمة الطيران المدني الدولي بادئة(es) Y            |
| قائمة مفاتيح الهاتف لدول العالم +61                          | قائمة رموز بلدان اللجنة الأولمبية الدولية AUS     | النطاق الأعلى في ترميز الدولة .au                  | منظمة الطيران المدني الدولي تسجيل الطائرات. بادئة (es) VH-  |
| الهوية الدولية لمشترك الجوال رمز البلد في الهاتف المحمول 505 | قائمة رموز أعضاء حلف الناتو رمز من ثلاثة حروف AUS | قائمة رموز أعضاء حلف الناتو رمز من حرفين (قديم) AS | مكتبة الكونغرس مارك (نظام فهرسة) AT                         |
| أرقام الهوية البحرية 503                                     | قائمة رموز الاتحاد الدولي للاتصالات AUS           | رموز معايير معالجة المعلومات الفيدرالية AS         | رمز تسجيل المركبات الدولي AUS                               |
| GTIN بادئة (es) 930-939                                      | رمز برنامج الأمم المتحدة الإنمائي AUL             | المنظمة العالمية للأرصاد الجوية رمز البلد AU       | بادئة نداء الاتحاد الدولي للاتصالات AXA-AXZ,VHA-VNZ,VZA-VZZ |

## النمسا
| أيزو 3166-1 رقمي 040                                         | أيزو 3166-1 حرفي-3 AUT                            | أيزو 3166-1 حرفي-2 AT                              | رمز مطار منظمة الطيران المدني الدولي بادئة(es) LO          |
| قائمة مفاتيح الهاتف لدول العالم +43                          | قائمة رموز بلدان اللجنة الأولمبية الدولية AUT     | النطاق الأعلى في ترميز الدولة .at                  | منظمة الطيران المدني الدولي تسجيل الطائرات. بادئة (es) OE- |
| الهوية الدولية لمشترك الجوال رمز البلد في الهاتف المحمول 232 | قائمة رموز أعضاء حلف الناتو رمز من ثلاثة حروف AUT | قائمة رموز أعضاء حلف الناتو رمز من حرفين (قديم) AU | مكتبة الكونغرس مارك (نظام فهرسة) AU                        |
| أرقام الهوية البحرية 203                                     | قائمة رموز الاتحاد الدولي للاتصالات AUT           | رموز معايير معالجة المعلومات الفيدرالية AU         | رمز تسجيل المركبات الدولي A                                |
| GTIN بادئة (es) 900-919                                      | رمز برنامج الأمم المتحدة الإنمائي AUS             | المنظمة العالمية للأرصاد الجوية رمز البلد OS       | بادئة نداء الاتحاد الدولي للاتصالات OEA-OEZ                |

## أذربيجان
| أيزو 3166-1 رقمي 031                                         | أيزو 3166-1 حرفي-3 AZE                            | أيزو 3166-1 حرفي-2 AZ                              | رمز مطار منظمة الطيران المدني الدولي بادئة(es) UB          |
| قائمة مفاتيح الهاتف لدول العالم +994                         | قائمة رموز بلدان اللجنة الأولمبية الدولية AZE     | النطاق الأعلى في ترميز الدولة .az                  | منظمة الطيران المدني الدولي تسجيل الطائرات. بادئة (es) 4K- |
| الهوية الدولية لمشترك الجوال رمز البلد في الهاتف المحمول 400 | قائمة رموز أعضاء حلف الناتو رمز من ثلاثة حروف AZE | قائمة رموز أعضاء حلف الناتو رمز من حرفين (قديم) AJ | مكتبة الكونغرس مارك (نظام فهرسة) AJ                        |
| أرقام الهوية البحرية 423                                     | قائمة رموز الاتحاد الدولي للاتصالات AZE           | رموز معايير معالجة المعلومات الفيدرالية AJ         | رمز تسجيل المركبات الدولي AZ                               |
| GTIN بادئة (es) 476                                          | رمز برنامج الأمم المتحدة الإنمائي AZE             | المنظمة العالمية للأرصاد الجوية رمز البلد AJ       | بادئة نداء الاتحاد الدولي للاتصالات 4JA-4KZ                |